# Номеллини, Лео
Лео Джозеф Номеллини (англ. Leo Joseph Nomellini, также известный под прозвищем «Лев» (англ. The Lion), 19 июня 1924, Лукка, королевство Италия — 17 октября 2000, Стэнфорд, Калифорния, США) — профессиональный американский футболист итальянского происхождения. Выступал в НФЛ с 1950 по 1963 год в составе «Сан-Франциско Фоти Найнерс». Десять раз входил в число участников Пробоула. Член Залов славы студенческого и профессионального футбола. Номер 73, под которым играл Номеллини, выведен в «Фоти Найнерс» из обращения. Включён в сборную звёзд НФЛ 1950-х годов, а также символическую сборную пятидесятилетия НФЛ. 

## Биография
Лео Номеллини родился 19 июня 1924 года в Лукке в королевстве Италия. Когда ему было четыре года, семья Номеллини эмигрировала в США и поселилась в Чикаго. Спортом во время учёбы в школе он не занимался, так как свободное время посвящал работе, чтобы помочь семье. С футболом он познакомился только в армии. Номеллини был призван в морскую пехоту и год провёл на авиабазе Черри-Пойнт в Северной Каролине. Затем он был направлен на Тихий океан, участвовал в боях на Сайпане и Окинаве. После демобилизации в 1946 году Лео поступил в Миннесотский университет.
В течение четырёх лет он был игроком стартового состава университетской футбольной команды, выходил на поле на позициях тэкла защиты и нападения. В сезонах 1948 и 1949 годов Номеллини включался в символическую сборную NCAA. Также он представлял университет в соревнованиях по борьбе, выигрывал турнир конференции Big-10, и толканию ядра. Во время учёбы он получил прозвище «Лев», придуманное его партнёром по футбольной команде Бадом Грантом.
На драфте НФЛ 1950 года был выбран в первом раунде под общим одиннадцатым номером. Номеллини стал первым задрафтованным игроков в истории клуба «Сан-Франциско Фоти Найнерс». За команду он выступал в течение четырнадцати сезонов, не пропустив ни одного матча. Лео выделялся среди современников своими антропометрическими данными и редким сочетанием физической силы и скорости. За «Фоти Найнерс» он, также как и в колледже, играл на нескольких позициях: тэклом защиты, тэклом нападения и гардом. В межсезонье Номеллини участвовал в турнирах по реслингу, был одним из самых популярных бойцов на Западном побережье США.
В 1969 году Номеллини был избран в Зал славы профессионального футбола.
После завершения карьеры он занимался бизнесом в области Залива, затем занимал один из руководящих постов в страховой компании Nortwestern Title Company в Окленде. Лео также принимал активное участие в деятельности Ассоциации выпускников НФЛ.
Осенью 2000 года Номеллини перенёс инфаркт. Три недели спустя, 17 октября, он скончался в больнице в Стэнфорде.